# LKT Team Brandenburg/Saison 2016
Dieser Artikel listet Erfolge und Fahrer des Radsportteams LKT Team Brandenburg in der Saison 2016 auf.

## Zugänge – Abgänge
| Zugänge            | Team 2015     | Abgänge       | Team 2016    |
| ------------------ | ------------- | ------------- | ------------ |
| Sebastian Wotschke | Neoprofi      | Martin Reimer | Karriereende |
| Andy Beran         | Neoprofi      | Tim Reske     | Unbekannt    |
| Fabian Schormair   | Team Heizomat | Louis Rohde   | Unbekannt    |
| Max Kanter         | Neoprofi      |               |              |

## Mannschaft
| Name               | Geburtstag         | Nationalität |
| ------------------ | ------------------ | ------------ |
| Andy Beran         | 22. Januar 1997    | Deutschland  |
| Leon Berger        | 23. Mai 1995       | Deutschland  |
| Jasper Frahm       | 7. März 1996       | Deutschland  |
| Marcel Franz       | 20. Februar 1996   | Deutschland  |
| Max Kanter         | 22. Oktober 1997   | Deutschland  |
| Robert Kessler     | 30. Oktober 1995   | Deutschland  |
| Christian Koch     | 29. Oktober 1996   | Deutschland  |
| Leon Rohde         | 10. Mai 1995       | Deutschland  |
| Franz Schiewer     | 15. November 1990  | Deutschland  |
| Fabian Schormair   | 14. April 1994     | Deutschland  |
| Carl Soballa       | 19. September 1994 | Deutschland  |
| Willi Willwohl     | 31. August 1994    | Deutschland  |
| Sebastian Wotschke | 29. Januar 1992    | Deutschland  |